# George Nethercutt
George R. Nethercutt, Jr. (Spokane, 7 ottobre 1944 – Colorado, 14 giugno 2024) è stato un politico e avvocato statunitense, membro della Camera dei Rappresentanti per lo stato di Washington dal 1995 al 2005.

## Biografia
Dopo la laurea in legge Nethercutt esercitò la professione di avvocato e consulente legale, finché nel 1994 si candidò alla Camera dei Rappresentanti come esponente del Partito Repubblicano, sfidando il Presidente della Camera Tom Foley.
Foley, deputato da trent'anni e Presidente della Camera da sei, venne sconfitto da Nethercutt riuscendo a far apparire un difetto il fatto che fosse al Congresso da così tanto tempo; durante la campagna elettorale infatti, Nethercutt promise di non servire più di tre mandati.
In realtà Nethercutt non rispettò la promessa e servì alla Camera cinque mandati, lasciando il seggio nel 2005 per concorrere alle elezioni senatoriali. In questa occasione tuttavia Nethercutt non trovò i consensi necessari e venne sconfitto con ampio margine dalla senatrice uscente, la democratica Patty Murray.
Dopo aver lasciato la politica, Nethercutt divenne lobbista e fondò la Nethercutt Foundation, un'associazione no profit per il coinvolgimento dei giovani alla partecipazione civica.